# Francisco Cossio Robelo
General Francisco Cosío Robelo (Ciudad de México, 29 de abril de 1880 - Ciudad de México, 22 de diciembre de 1948) fue un militar mexicano que participó en la Revolución mexicana. 

## Maderismo y carrancismo
Nació en la Ciudad de México el 29 de abril de 1880. Hijo del abogado Daniel Cosío Pinal y de la señora Dolores Robelo, prima de don Cecilio A. Robelo. Periodista de oposición primero, en 1909 era secretario de redacción de México Nuevo, periódico dirigido por Juan Sánchez Azcona. En ese medio conoció a Francisco I. Madero y se hizo un ferviente antirreeleccionista, al grado que Francisco I. Madero lo nombró, junto con Alfredo Robles Domínguez de quien fue compañero de escuela, jefe del movimiento armado en la capital del país. Encargado por los maderistas de hacer llegar pertrechos a los hermanos Serdán en Puebla, les entregó diversas cantidades para la compra de armas y cartuchos. Sin embargo, días antes del 20 de noviembre, agentes gubernamentales encontraron su paradero, encontrando en su domicilio, armas, propaganda y documentos antirreeleccionistas, por lo que fue duramente aprehendido y recluido en prisión. Permaneció preso hasta finales de mayo de 1911, pues con la caída de Porfirio Díaz se liberó a los presos políticos. Volvió al periodismo, como redactor del periódico maderista Nueva Era, sin embargo, poco después fue nombrado Jefe de un cuerpo rural, que operó en Morelos contra los zapatistas. Fue comandante de la IV División de Oriente en los tiempos de Carranza como Primer Jefe del Ejército Constitucionalista, por lo que dirigió los contingentes militares en la Toma de Tampico y otros hechos de armas. Fue Inspector de la Policía de la Ciudad de México, lugar donde falleció en 1948.

## Constitucionalismo
Después de la Decena Trágica y el cuartelazo de Victoriano Huerta se dirigió al norte para incorporarse al Ejército Constitucionalista, participando en la Toma de Matamoros, a las órdenes de Lucio Blanco, y luego en las de Monterrey y Tampico, con Pablo González Garza. Al ocupar las fuerzas constitucionalistas la Ciudad de México fue nombrado inspector general de Policía. Fue representado en la Convención de Aguascalientes por el teniente coronel Renato Miranda, quien voto por el cese de Venustiano Carranza y Francisco Villa. Permaneció con Venustiano Carranza y luchó contra la Convención de Aguascalientes en 1915 en el centro y noreste del país. Participó en la ocupación definitiva de la capital de la República, a mediados de ese año, lo que le valió su ascenso a general de brigada, aunque llegó a serle reconocido su grado de General de División con antigüedad de 25 de mayo de 1920. 
- Datos: Q5865490